# Un hombre del pueblo
Un hombre del pueblo (en inglés: A Man of the People) es una novela publicada en 1966, por el nigeriano Chinua Achebe; es su cuarta novela en ser publicada. Esta obra satírica esta narrada por joven educado llamado Odili, en su conflicto con el Jefe Nanga, su antiguo profesor quién decide entrar en política, en un moderno país africano no identificado.  Odili representa la joven generación cambiante, mientras que Nanga representa las costumbres tradicionales de Nigeria.  El libro finaliza con un golpe de Estado, similar a los golpes de estado que se llevaron a la vida real, con los presidentes Johnson Aguiyi-Ironsi, Chukwuma Kaduna Nzeogwu y Yakubu Gowon.

## Introducción a la trama
La historia está narrada en primera persona, por parte de Odili, un profesor de escuela en un país ficticio, que posee estrechas similitudes con la Nigeria post-colonizada. Un día, recibe una invitación por parte de su exprofesor, Jefe Nanga, quién ahora es un poderoso, pero corrupto Ministro de Cultura de su país.  Como Ministro, Nanga tiene el deber de conservar las tradiciones de su país, especialmente cuando este es apodado como "Un Hombre del Pueblo". En cambio, hace uso de su cargo para aumentar su fortuna personal y el poder que resulta particularmente atractivo para la novia de Odili;  esta la comienza a engañar con el ministro.  Buscando venganza, Odili empieza a perseguir a la prometida del ministro.
Odili se compromete a liderar un partido de oposición mediante sobornos y amenazas violentas. Posteriormente ocurre un golpe de Estado derroca al Nanga, y a todo el gobierno.

## Semejanza a eventos futuros
Tras leer una copia del avance de la novela, el amigo de Achebe, el poeta y dramaturgo nigeriano John Pepper Clark declaró: "Chinua, eres un profeta. ¡Todo en este libro ha pasado excepto un golpe militar!"
Posteriormente, el mayor nigeriano Chukwuma Kaduna Nzeogwu tomó el control de la zona norte del país como parte de golpe militar a gran escala.  Los comandantes en otros territorios fallaron, el intento de golpe fue aplastado por una fuerte represión militar, que dio lugar al comienzo de la presidencia del general Johnson Aguiyi-Ironsi.

## Importancia literaria
Algunos de los temas de la novela se encuentran en un cuento corto llamado "El Votante" (1965), publicado en la revista Black Orpheus. Las primeras tres novelas de Achebe transcurren en las aldeas Igbo en Nigeria. Un Hombre del Pueblo, sin embargo, se ambientó un país africano ficticio, debido a que Achebe trató de escribir la literatura africana, desde una perspectiva general en relación con la situación política del continente.  La novela no incluye un grupo étnico o cultural específico.  Los problemas retratados en el libro, como los sobornos, la incompetencia y la apatía gubernamental, fueron experimentados por muchos naciones africanas occidentales de la era neocolonial. Como Nigeria no había sufrido golpes de estado cuando Achebe escribió la novela, su modelo para narrar el golpe de Estado, se debe a que ese suceso ocurría en otros países de África. Pese a sus intenciones, sin embargo, los golpes de estado que se sucedieron en su país, dio por hecho de que el libro, como malentendido, se creyó que se basaba en la situación de Nigeria.
La novela fue relanzada en la reconocida Serie de Escritores Africanos Henenmann.